# Océlis
Océlis (en latin) ou Okelis (grec ancien : Ὄκηλις ἐμπόριον) était un port sur la Mer Rouge, du côté Arabe près du détroit de Bab-el-Mandeb, et faisait partie de l'Arabie heureuse.

## Localisation
Ptolemée l'indique un peu au nord des détroits de la Mer Rouge. L'endroit est parfois nommé Acila ou Akila (Ἀκίλα), ou Maddabân (en sudarabique). Il était vraisemblablement situé à proximité de l'actuel Shaykh Sa'îd au Yémen.

## Description
Au Ier siècle av. J.-C., l'endroit est simplement décrit comme un promontoire rocheux. Ensuite, dès le Ier siècle apr. J.-C., le Périple de la Mer Érythrée le décrit comme « moins un port de commerce qu'un port, une station d'abreuvement et le premier lieu d'escale pour ceux qui y naviguent ». Pline l'Ancien décrit Ocelis comme la première étape du voyage maritime de l'Égypte à l'Inde. Enfin, au début du IIe siècle, le site acquiert le statut de port de commerce (emporion).